# 끈 자물쇠
끈 자물쇠는 매듭 대신 끈을 팽팽하게 당겨 잠그는 도구이다. 
코드 스토퍼(cord stopper) 라는 준외래어 표기를 많이 쓴다. 영어로는 cord fastener, cord lock, cord stopper, cord toggle 이라고 표현하나, 대표적인 표현은 cord lock이다.
구성요소는 크게 몸통(barrel), 여닫개(toggle=plunger), 스프링(spring) 세 부분으로 나눈다. 여닫개를 누르면 자물쇠 부분이 끈 위아래로 자유롭게 움직일 수 있고, 손을 떼면 끈을 고정시킨다. 여러 가지 형태와 크기가 있다. 
사용하는 끈은 코드(cord)로서 실(string)보다 굵고, rope(밧줄)보다 가는 끈을 말한다. 대략 지름 1~3mm 정도이다.